# Ocho Grandes Ministerios
Los Ocho Grandes Ministerios, también llamados Badabu (chino: 八大部, pinyin: bā dà bù), se refieren a los antiguos edificios del Consejo de Estado y los ministerios del gobierno de Manchukuo. Todavía existen, casi intactos, en y alrededor de la avenida Xinmin de Changchun, en la provincia de Jilin, China. Son utilizados para albergar entre otros, la Facultad de Medicina de la Universidad de Jilin, y recientemente se han convertido en uno de los elementos más destacados del turismo en Changchun, debido a su impresionante combinación de arquitectura china, japonesa y manchú.

## Historia
Los Ocho Ministerios eran originalmente las ocho agencias administrativas de nivel ministerial dependientes del Consejo de Estado de Manchukuo. Los ministerios eran:
- Ministerio de Seguridad Pública
- Ministerio de Justicia
- Ministerio de Economía
- Ministerio de Comunicaciones
- Ministerio de Agricultura
- Ministerio de Cultura y Educación
- Ministerio de Relaciones Exteriores
- Ministerio de Asuntos Civiles

De acuerdo con el "Gran Plan de la Ciudad Nueva Hsinking", el gobierno de Manchukuo dispuso la mayoría de los edificios de oficinas de sus instituciones gobernantes en la avenida Shuntian en la ciudad de Hsinking (ahora avenida Xinmin en el distrito de Chaoyang, ciudad de Changchun, provincia de Jilin, China) y sus alrededores. Los edificios de oficinas se ubicaron a ambos lados de la avenida de 1500 metros de largo y 60 metros de ancho (con una franja de jardines en el centro). En el extremo norte de esta área se encontraba el sitio reservado para construir el nuevo Palacio Imperial de Manchuria (el futuro palacio de Puyi), y en ambos lados de la avenida hacia el sur estaban los edificios de oficinas del Consejo de Estado de Manchuria y varios ministerios gubernamentales. En el extremo sur, había un edificio de oficinas de otras agencias del gobierno general, junto a la Plaza Anmin (en la actualidad Plaza Xinmin).
Este complejo de edificios de oficinas a gran escala fue construido en la década de 1930. Todos los edificios tenían las características orientales, con los techos de estilo tradicional chino y japonés, y fueron llamados los "edificios de Manchuria". Todos se encontraban en espacios amplios, en un ambiente elegante y tranquilo, con formas magníficas y cada uno con sus propias características únicas. Estaban rodeados de grandes árboles y constituían un bloque representativo del estilo Ciudad Jardín del Plan de Construcción de la Capital Nacional de Manchuria. Esta larga franja de área escénica fue comúnmente llamada los "Ocho Grandes Ministerios" (chino: 八大 部) por los lugareños, y ahora está catalogada como Área Escénica Nacional Clave.
El nuevo palacio comenzó a construirse en el extremo norte del eje central en septiembre de 1938. Después del estallido de la Guerra del Pacífico, su construcción se suspendió debido a las limitaciones financieras. En 1945, solo se había completado la parte del sótano del palacio principal. En 1953, sobre esta base se construyó un edificio similar a un palacio de 30.000 metros cuadrados, que se utilizó como Escuela de Geología de la Universidad de Jilin (ahora Museo Geológico de Changchun en el Campus Chaoyang de la Universidad de Jilin). El frente del futuro palacio se planeó originalmente como la Plaza Shuntian, con una superficie de 180.000 metros cuadrados, que se transformó en la Plaza Cultural verde y cubierta de hierba en 1996.
Los edificios históricos de los "Ocho Ministerios" y su vecindario están básicamente intactos. En junio de 2012, la Avenida Xinmin fue seleccionada como una calle histórica y culturalmente famosa de China. En marzo de 2013, los antiguos edificios del Consejo de Estado, Ministerio Militar, Ministerio de Justicia, Ministerio de Economía, Ministerio de Comunicaciones, Ministerio de Relaciones Exteriores, Ministerio de Asuntos Civiles y Edificio Judicial (Tribunal Supremo, El Tribunal de Distrito de Hsinking y la Fiscalía) fueron designados colectivamente como un importante sitio histórico y cultural protegido a nivel nacional.

## Edificios del conjunto
La siguiente tabla muestra las fotos, entonces y ahora, y otra información de los antiguos edificios de los "Ocho Grandes Ministerios" y agencias relacionadas del gobierno de Manchukuo.
| Originalmente | Actualmente | Built as                                                                               | Dirección                                             | Año de construcción | Arquitecto                        | Actualmente ocupado por                                                 |
|               |             | Consejo de Estado                                                                      | 126 A. Xinmin                                         | 1936                | Tatsuro Ishii (石井達郎)          | Centro Médico, Universidad Jilin                                        |
|               |             | Ministerio de Seguridad Pública                                                        | 71 Av. Xinmin                                         | 1938                | Agencia de Mantenimiento          | Primer Hospital, U. Jilin                                               |
|               |             | Ministerio de Justicia                                                                 | 828 Av. Xinmin                                        | 1936                | Kensuke Aiga (相賀兼介)           | Escuela de Medicina, U. Jilin.                                          |
|               |             | Ministerio de Finanzas                                                                 | 829 Av.Xinmin                                         | 1939                | Agencia de Mantenimiento          | Segundo Hospital, U. Jilin                                              |
|               |             | Ministerio de Comunicaciones                                                           | 1163 Av. Xinmin                                       | 1937                | Agencia de Mantenimiento          | Escuela de Salud Pública, U.Jilin                                       |
|               |             | Ministerio de Asuntos Exteriores                                                       | 1122 Jianshe                                          | 1934                | Empresa de arquitectura           | Sun Pan Club                                                            |
|               |             | Ministerio de Asuntos Civiles                                                          | 3623 Av.Renmin                                        | Antes de 1936       | Departamento de Asuntos Generales | Instituto Petroquímico de la Provincia de Jilin                         |
|               |             | Ministerio de Agricultura                                                              | 506 Av. Ziyou                                         |                     |                                   | Abolida en 1998，Escuela Secundaria afiliada a la U. Normal del Noreste |
|               |             | Ministerio de Educación                                                                | 696 Av. Ziyou                                         |                     |                                   | Abolida en 2003，Escuela Primaria afiliada a la U. Normal del Noreste   |
|               |             | Edificio Judicial (Corte Suprema, Corte del Distrito de Hsinking y Oficina del Fiscal) | 108 Av.Ziyou                                          | 1938                | Masami Makino (牧野正巳)          | Hospital Changchun No. 461, Fuerza Aewrea de China                      |
|               |             | Terreno reservado para el Nuevo Palacio Imperial                                       | Rodeado por E. Minzhu, W. Minzhu y la avenida Jiefang |                     |                                   | Plaza Cultural, campus Chaoyang de la U. Jilin y Jardín Yuhua (御花園)  |